# Monte Carlo or Bust!
Monte Carlo or Bust! , estrenada en España con el título de El rally de Montecarlo y toda su zarabanda de antaño, La carrera del siglo en Argentina, El rally de Montecarlo o los locos del volante en Perú y Those Daring Young Men in Their Jaunty Jalopies en Estados Unidos es una comedia de nacionalidad británica de 1969 coproducida por el Reino Unido, Francia e Italia para la Paramount Pictures. La película está ambientada en la famosa competición automovilística del Rally de Montecarlo -que se celebró por primera vez en 1911 - y la obra trata de esa época en general, estando ambientada en los años veinte o treinta. La animación en la película es de Ronald Searle.
Actúan estrellas de la época (Paramount invirtió diez millones de dólares en la película). Es una comedia loca que cuenta un rally épico a través de Europa, en el que participan un montón de excéntricos personajes de todo el mundo que no se detendrán ante nada para ganar.
La película es una secuela al éxito de 1965 Aquellos chalados en sus locos cacharros (Those Magnificent Men in their Flying Machines). Como la película anterior está escrita por Ken Annakin y Jack Davies, con Annakin como director y música de Ron Goodwin; Algunos actores de la primera película también volvieron, incluyendo a Gert Fröbe, Eric Sykes y Terry-Thomas - quien apareció interpretando al hijo del igualmente malvado personaje que interpretó en el primer filme -, Tony Curtis y Susan Hampshire interpretaron a otros participantes en la carrera.
Originalmente la película estaba destinada a llamarse Monte Carlo and All That Jazz, los distribuidores americanos de Paramount Pictures la renombraron Those Daring Young Men in Their Jaunty Jalopies con el fin de anudarse a  Those Magnificent Men in their Flying Machines.

## Elenco
- Bourvil como Monsieur Dupont.
- Lando Buzzanca como Marcelo.
- Walter Chiari como Angelo.
- Peter Cook como el mayor Dawlish.
- Tony Curtis como Chester Schofield.
- Mireille Darc como Marie-Claude.
- Marie Dubois como Pascale.
- Ulf Fransson como un campesino francés (no acreditado).
- Gert Fröbe como Willie Schickel/Horst Muller.
- Susan Hampshire como Betty.
- Jack Hawkins como el conde Levinovitch.
- Nicoletta Machiavelli como Dominique.
- Dudley Moore como el teniente Barrington.
- Peer Schmidt como Otto Schwartz.
- Eric Sykes como Perkins.
- Terry-Thomas como Sir Cuthbert Ware-Armitage, Bt.
- Jacques Duby como el policía en motocicleta.
- Hattie Jacques como la señora periodista.
- Derren Nesbitt como Waleska.
- Nicholas Phipps como Golfer.
- William Rushton como John O'Groats (oficial de la carrera).
- Michael Trubshawe como el oficial del rally alemán.
- Richard Wattis como el secretario del club de golf.
- Walter Williams como el oficial alemán de aduanas.

### Automóviles
- Tony Curtis conduce un Alvis speed 20 (1932-1936).
- El auto de Gert Frobe parece ser un Mercedes SSK.
- En el fondo pueden verse autos como un Morris oxford (1919-1926) y un Blower Bentley (1927-1931).